# U-273
El submarí alemany U-273 va ser un submarí tipus VIIC construït per la Kriegsmarine de l'Alemanya nazi per al servei durant la Segona Guerra Mundial.

## Disseny
Els submarins alemanys de tipus VIIC van ser precedits pels submarins de tipus VIIB més curts. L'U-273 tenia un desplaçament de 769 tones (757 tones llargues) quan estava a la superfície i de 871 tones (857 tones llargues) mentre estava submergit. Tenia una longitud total de 67,10 m (220 peus 2 polzades), una longitud del casc a pressió de 50,50 m (165 peus 8 polzades), una mànega de 6,20 m (20 peus 4 polzades), una alçada de 9,60 m (31 peus 6 polzades) i un calat de 4,74 m (15 peus 7 polzades). El submarí estava propulsat per dos motors dièsel sobrealimentats de sis cilindres i quatre temps Germaniawerft F46, produint un total de 2.800 a 3.200 cavalls de potència (2.060 a 2.350 kW; 2.760 a 3.160 shp) per al seu ús a la superfície, dos motors elèctrics de doble efecte AEG GU 460/8–27 que produïen un total de 750 cavalls de potència (75500 kW); shp) per utilitzar-lo submergit. Tenia dos eixos i dues hèlixs d'1,23 m (4 peus). El vaixell era capaç d'operar a profunditats de fins a 230 metres (750 peus).
El submarí tenia una velocitat màxima en superfície de 17,7 nusos (32,8 km/h; 20,4 mph) i una velocitat màxima submergida de 7,6 nusos (14,1 km/h; 8,7 mph). Quan estava submergit, el vaixell podia operar durant 80 milles nàutiques (150 km; 92 milles) a 4 nusos (7,4 km/h; 4,6 mph); mentre que a la superfície podia viatjar 8.500 milles nàutiques (15.700 km; 9.800 milles) a 10 nusos (19 km/h; 12 mph).
L'U-273 estava equipat amb cinc tubs de torpedes de 53,3 cm (21 polzades) (quatre muntats a la proa i un a la popa), catorze torpedes, un canó naval SK C/35 de 8,8cm (3,46 polzades), 220 projectils i un canó antiaeri C/30 de 2 cm (0,79 polzades). El vaixell tenia una tripulació de d'entre 44 i 60 oficials i mariners.

## Historial de servei
La seva quilla es va posar el 5 de desembre de 1941 a la drassana Bremer Vulkan, Bremen-Vegesack, amb el número de drassana 38, avarat el 2 de setembre de 1942 i comissionat el 21 d'octubre 1942 sota el comandament de l'Oberleutnant zur See Hans-Adolf Engel.
L'U-273 serví amb la 8a Flotilla d'U-boot per a entrenar-se entre octubre de 1942 i abril de 1943, i després operativament amb la 9a Flotilla a partir de l'1 de maig de 1943.
L'U-273 salpà de Kiel sota el comandament del Oblt.z.S. Hermann Rossmann el 8 de maig de 1943, arribant a Bergen, Noruega. El dia següent salpà dirigint-se cap a l'Atlàntic per a la seva primera i única patrulla, sent enfonsat 8 dies després, el 19 de maig a la posició 59° 25′ N, 24° 33′ O / 59.417°N,24.550°O, al sud-oest d'Islàndia, per les càrregues de profunditat llançades per un Lockheed Hudson del 269è Esquadró de la RAF.
No hi va haver supervivents.